# Monte Daisen
El monte Daisen (大山 Daisen), es una montaña volcánica en la prefectura de Tottori, Japón. Tiene una elevación de 1,729 metros. Esta montaña es la más alta en la región de Chūgoku, y el volcán más importante en el cinturón volcánico de Daisen: una parte del arco volcánico del suroeste de Honshu, donde la Placa del Mar de Filipinas está subduciendo debajo de la Placa amuriana.

## Contorno
El monte Daisen es un volcán complejo, creado por la actividad volcánica repetida durante miles de años. Las erupciones en esta área comenzaron hace 1,8 millones de años y dieron lugar a Old Daisen hace unos 500 000 años. El monte Daisen de hoy, New Daisen, resultó de un segundo grupo de erupciones que comenzó hace 50 000 años y terminó hace 10 000 años en la caldera de Old Daisen. Hace 50 000 años, esta montaña tuvo una erupción pliniana de la cual se pueden encontrar cenizas volcánicas tan lejanas como en la región de Tohoku en Japón. Daisen es una de las 100 montañas famosas de Japón y también una de las montañas Chūgoku 100.

## Historia y religión
El monte Daisen, que se encuentra directamente en el mar de Japón, fue considerada como una de las montañas más importantes del Shugendō japonés. Según el Izumo Kokudo Fudoki, completado en 733, se lo llamó Ōkami-take, literalmente, Montaña del gran dios.
El monte Daisen ha sido llamado Hōki Fuji e Izumo Fuji, dependiendo de qué lado de la montaña esté mirando el espectador. Esos nombres se basan en las antiguas provincias de Hōki e Izumo.
A mitad de la montaña se encuentra un templo budista, Daisen-ji, fundado por la secta Tendai en 718 que ha sido un centro de adoración desde el período Heian.
Escalar la montaña solía estar severamente prohibido sin un monje seleccionado de Daisen-ji, y la gente común no pudo acceder a la montaña hasta el período Edo.
La montaña también ha sido importante para los ascetas montañeses de la secta Shugendō. Justo encima del templo se encuentra el Ōgamiyama Jinja, literalmente, santuario de la montaña del gran dios.

## Ruta
Después del terremoto de 2000 Tottori, algunos de los picos de Mount Daisen quedaron al borde del colapso. Está prohibido subir al pico más alto de la montaña, el Kengamine (1729 m). Los escaladores pueden acceder al pico Misen (1709,4 m). La ruta más popular es desde Daisen-ji hasta el pico Misen. Se necesitan tres horas para llegar a la cumbre.

## Galería

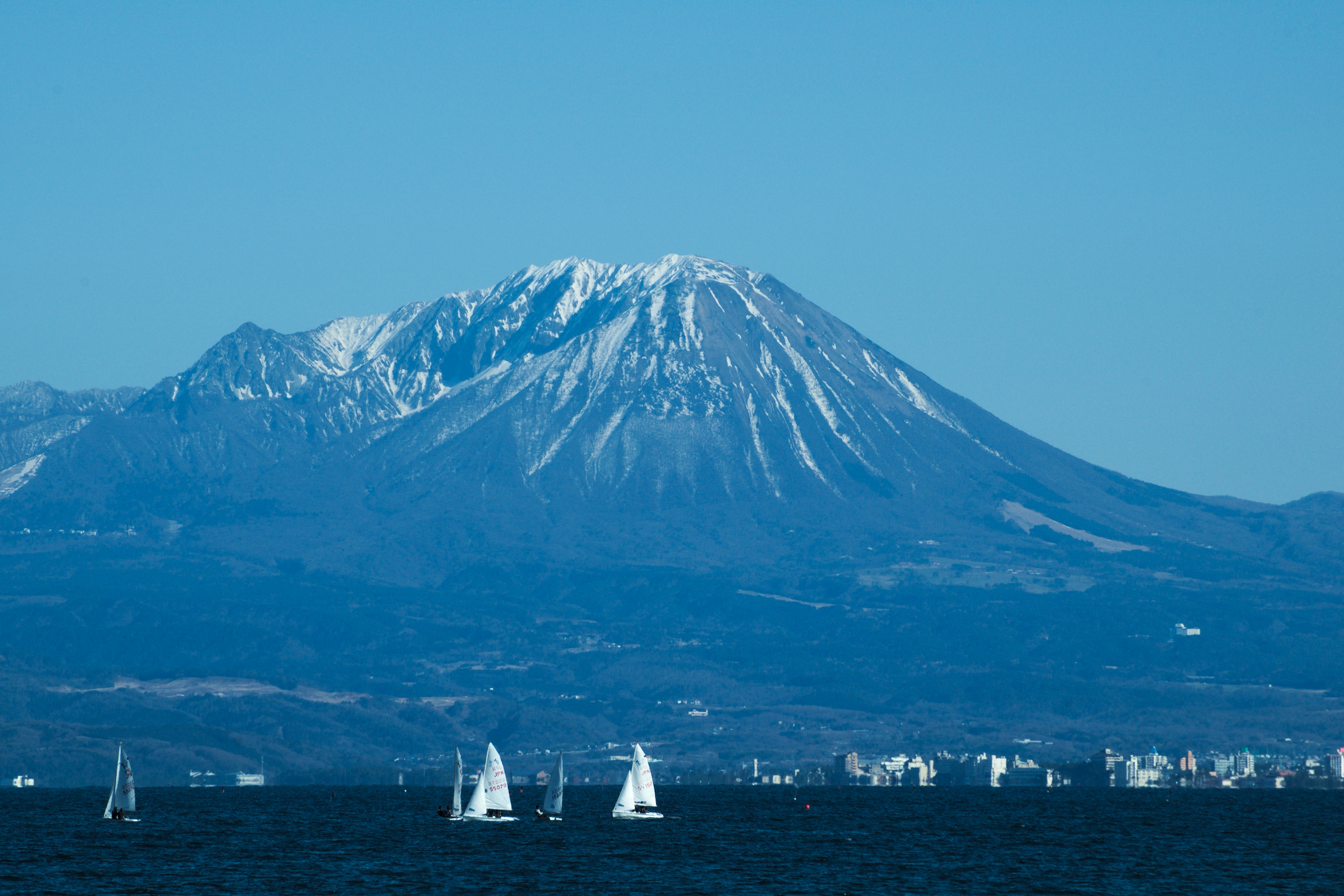
Vertiente Noroeste
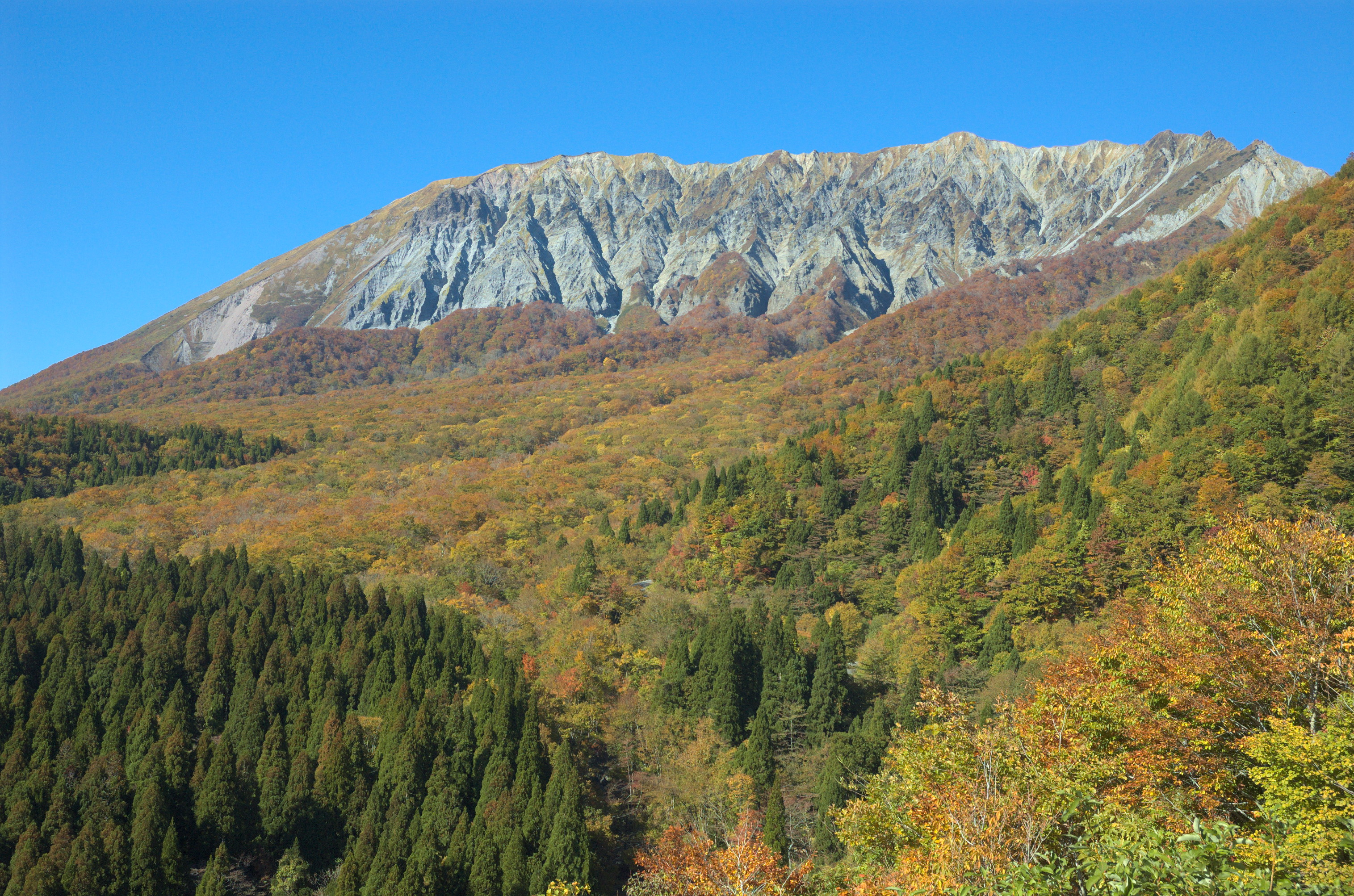
Vertiente Sur
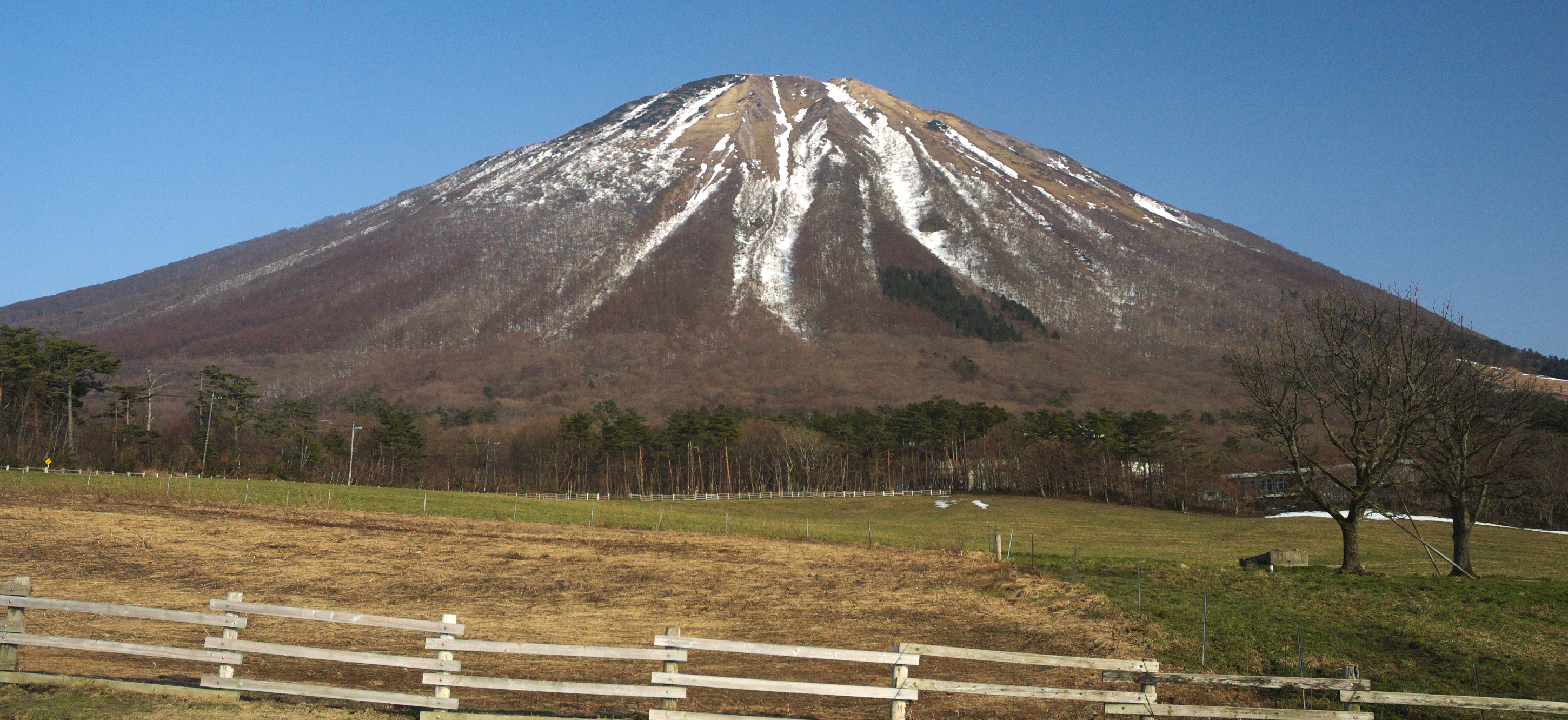
Vertiente Oeste Noroeste

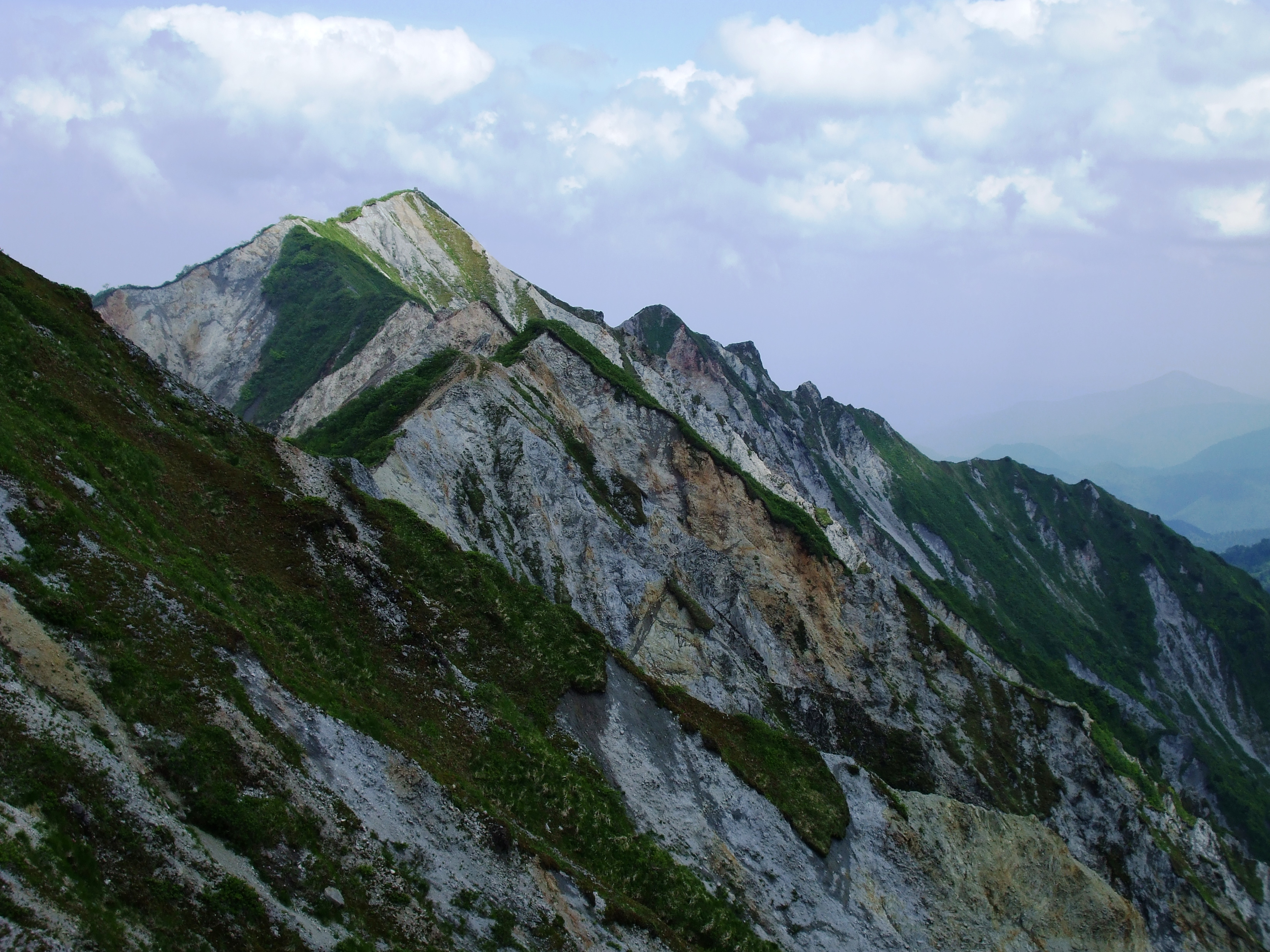
Kengamine  la cumbre más alta del Monte Daisen
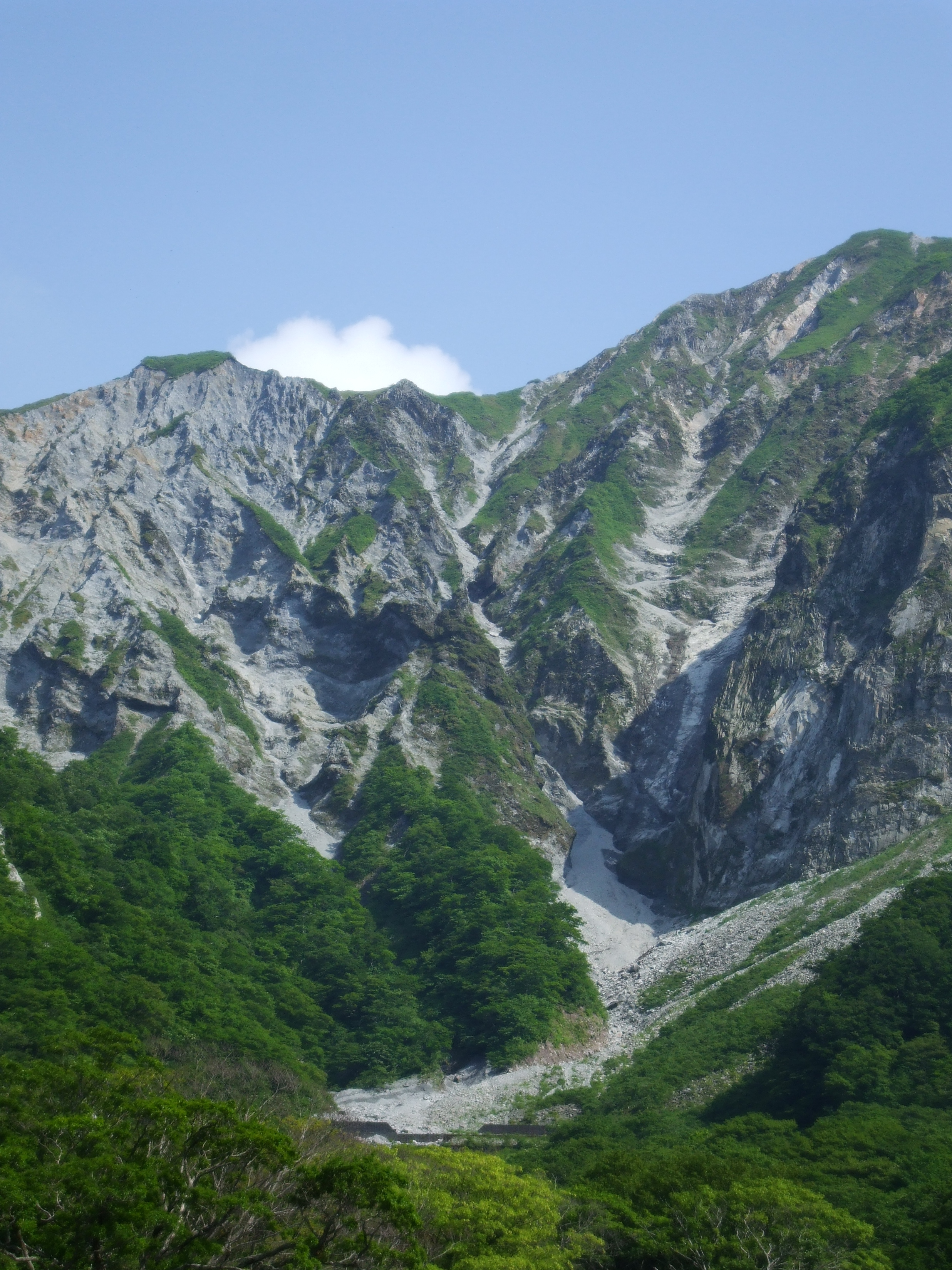
Vertiente Norte del Monte Daisen
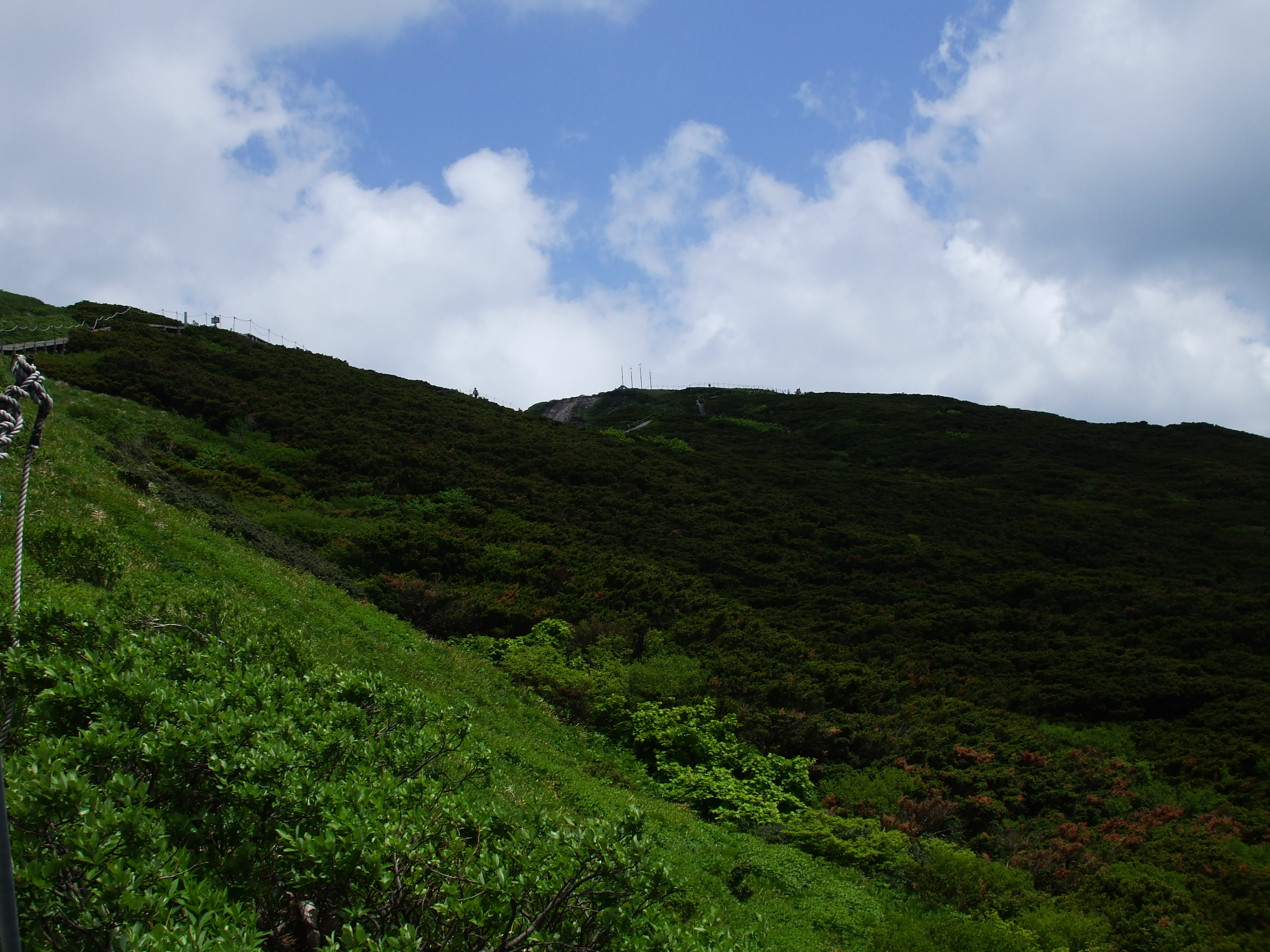
Una vista alrededor de la cumbre Misen del Monte Daisen
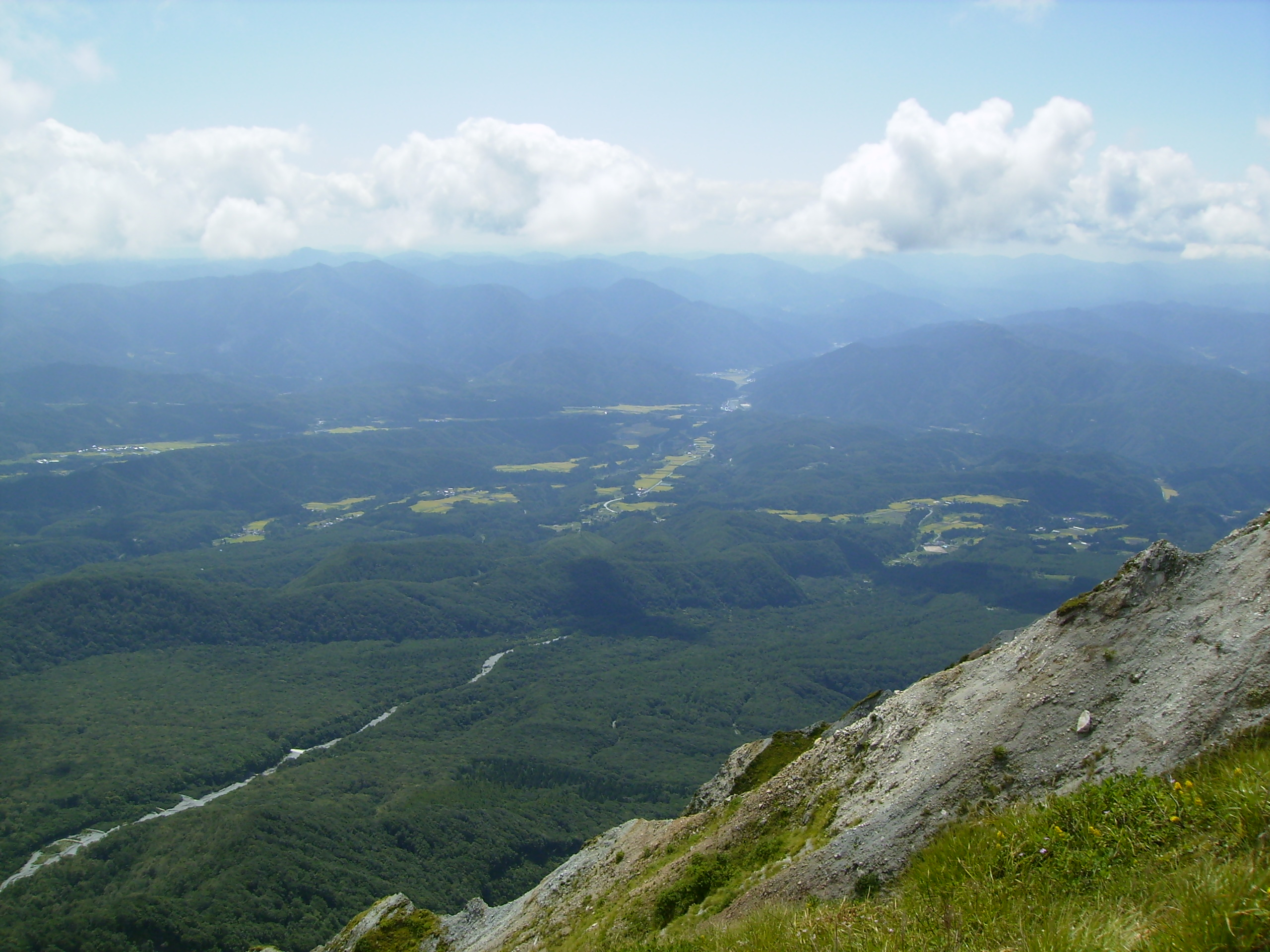
Monte Hiruzen del Monte Daisen